# Villa Hammerschmidt
La villa Hammerschmidt est une résidence située à Bonn, dans l'État de Rhénanie-du-Nord-Westphalie, en Allemagne. Elle a été le siège de la présidence de la République fédérale d'Allemagne de 1949 à 1994, avant de devenir, cette même année, la résidence de villégiature du chef de l'État allemand, dont la résidence officielle est le château de Bellevue, situé à Berlin.
En raison d'une certaine ressemblance avec la résidence officielle du président des États-Unis, la villa Hammerschmidt est parfois surnommée la « Maison-Blanche de Bonn » (« Weißes Haus von Bonn »).
Elle jouit de la protection du patrimoine culturel.

## Localisation
Cette imposante demeure se trouve sur les bords du Rhin, dans le quartier de Gronau, au milieu d'un vaste parc de 5 hectares. Elle est contiguë au palais Schaumburg, résidence secondaire du chancelier fédéral.
L'entrée principale de la villa est située sur l'allée Adenauer (Adenauerallee) ; deux autres entrées, plus discrètes, se trouvent voie de la Démocratie (de) (Weg der Demokratie) et rue de l'Empereur-Friedrich (Kaiser-Friedrich-Straße). Toutes ces entrées sont surveillées par des forces de sécurité de façon permanente, y compris lorsque le président fédéral ne séjourne pas à Bonn.

## Histoire

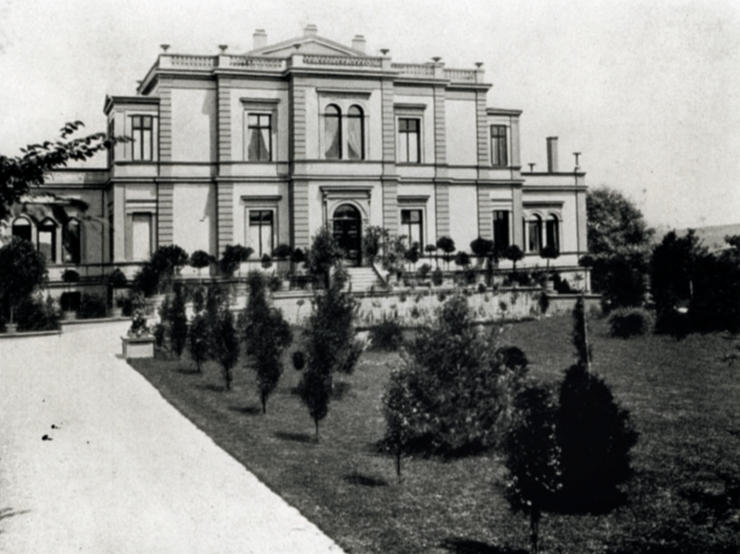
La villa, en 1870.

Souhaitant se faire construite une demeure pour s'y reposer en villégiature, l'industriel Albrecht Troost avait acheté, en 1860, un terrain vaste de 17 329 m² (un peu plus de 1,7 hectare), sur lequel fut entamée la construction d'une villa de style néoclassique. Le projet, jusqu'à son achèvement, est confié à l'architecte August Dieckhoff (de), qui le mène à bien, mais en 1868, la villa est acquise par un autre industriel, Leopold Koenig ; le fils de celui-ci, Alexander, qui vécut lui-même dans la villa, est d'ailleurs le fondateur du musée qui porte son propre nom, situé à proximité de la résidence. 
En 1878, l'architecte Otto Penner (de) est chargé de redécorer le bâtiment, tandis que le parc est redessiné dix ans plus tard par le paysagiste Rudolph Jürgens (de), auquel on doit l'actuelle disposition du parc de la villa. 
Plus de vingt ans plus tard, en 1899, le commercial et collectionneur d'art Rudolf Hammerschmidt (de), séduit par la majesté des lieux et le cadre du quartier dans lequel est située la bâtisse, s'en porte acquéreur ; il donne alors son nom à cette demeure, qu'il fréquente avec assiduité et à laquelle il fait joindre un petit héliport, construit jusqu'en 1903. En 1928, six ans après la mort d'Hammerschmidt, son gendre, Ernst Poensgen (de), vend la villa aux enchères ; celle-ci est divisée en plusieurs appartements.
Pendant quatre ans, de 1945 à 1949, la villa Hammerschmidt est réquisitionnée par les forces d'occupation britanniques en Allemagne à l'issue de la Seconde Guerre mondiale, qui y installent à la fois leur quartier général à Bonn et les appartements destinés à l'accueil des officiers ; le commandant des forces belges en Allemagne, Jean-Baptiste Piron, y séjournera à son tour durant quelques semaines.

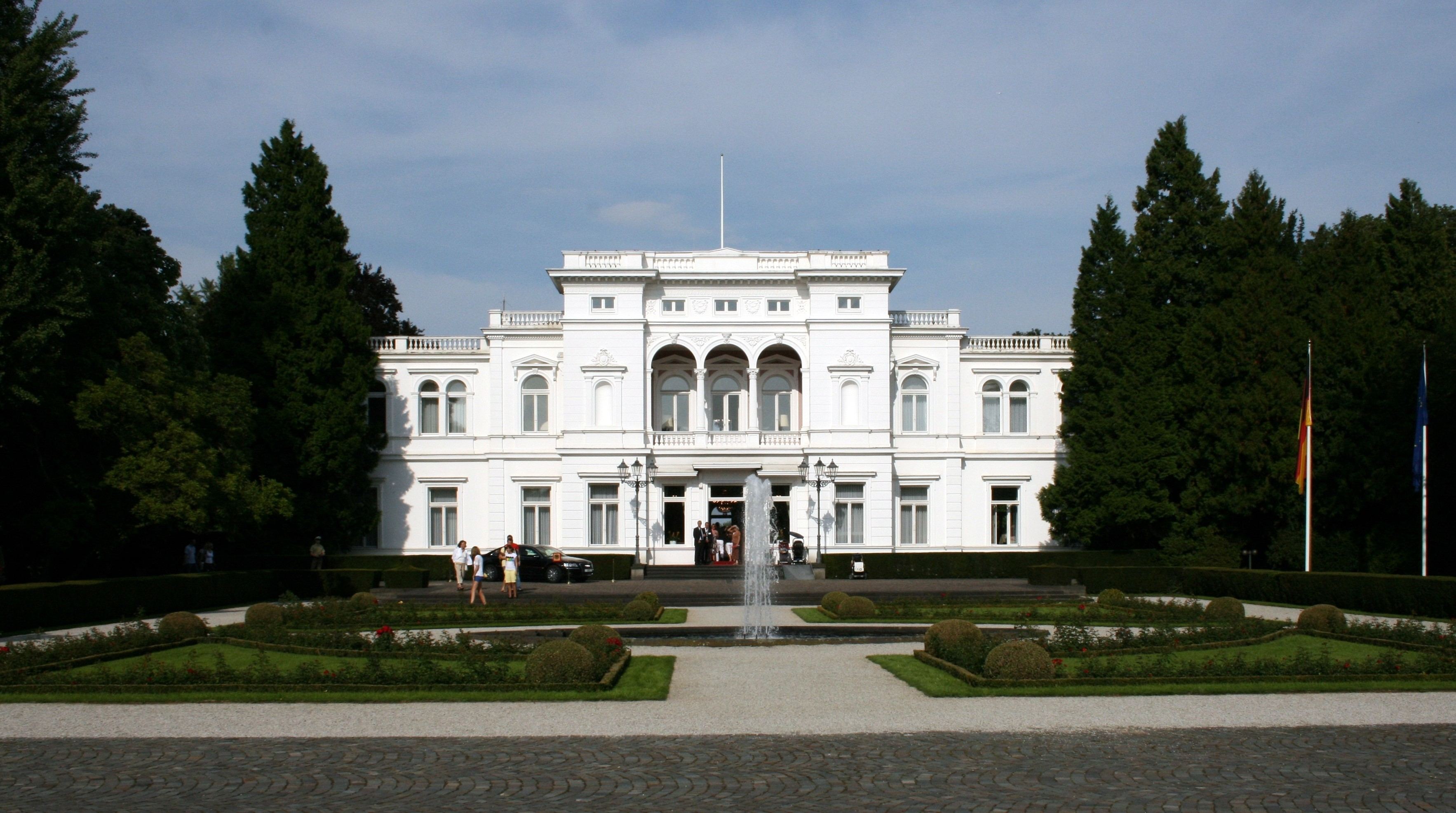
Vue de la façade.

Le 5 avril 1950, la République fédérale d'Allemagne, qui s'est choisie Bonn pour capitale, acquiert la demeure pour une somme de 750 000 DM attribuée aux héritiers de Rudolf Hammerschmidt. La villa, épargnée par la Seconde Guerre mondiale, est alors attribuée au président de la République fédérale, Theodor Heuss, qui s'y installe le 4 janvier 1951, jusqu'au terme de sa présidence en 1959. Il est alors imité par tous ses successeurs, qui vivent, travaillent et reçoivent dans cette villa cossue, située à quelques pas du Bundeshaus et du palais Schaumburg, le siège de la chancellerie fédérale.
Le 9 avril 1971, un étudiant d'extrême-droite âgé de vingt ans, Carsten Eggert, est arrêté sur les lieux ; armé d'un couteau, il cherchait à s'en prendre au président fédéral Gustav Heinemann, qu'il espérait rencontrer dans son bureau.
Après la réunification puis la désignation de Berlin comme capitale (Hauptstadtbeschluss), la villa Hammerschmidt perd son statut de demeure présidentielle au profit du château de Bellevue à partir de 1994 mais, à l'initiative du président Roman Herzog, la villa est conservée comme une résidence présidentielle, utilisée pour les visites du chef de l'État à Bonn ou comme lieu de villégiature de celui-ci.

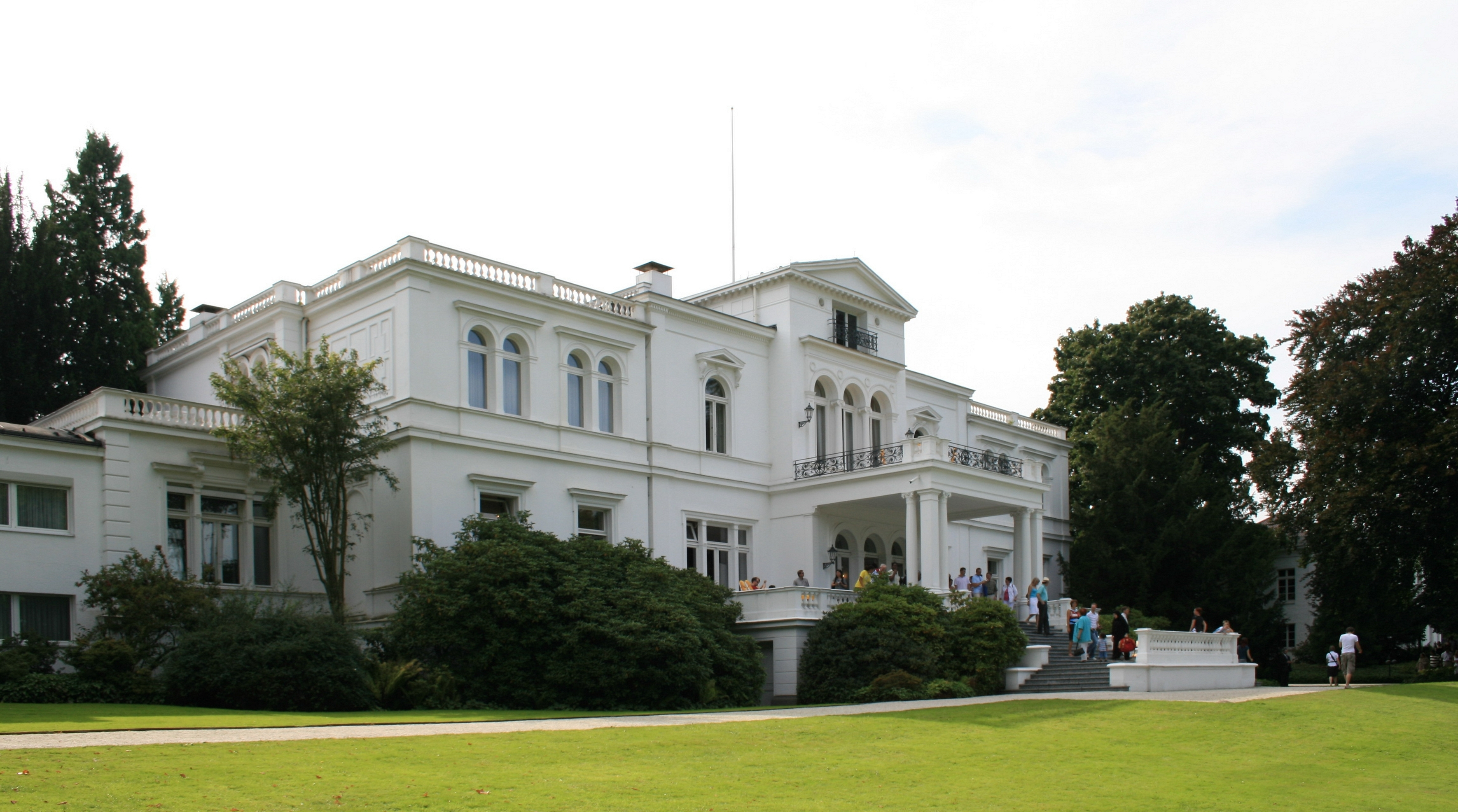
Vue arrière.

La villa est périodiquement ouverte au public quand le chef de l'État n'occupe pas les lieux ; c'est dans ce cas que le drapeau présidentiel est hissé sur le toit de la demeure, pour faire savoir que le président fédéral se trouve dans le bâtiment, protégé par une large brigade de la police fédérale (Bundespolizei).